# Isola di Ellesmere
L'isola di Ellesmere, detta anche Terra di Ellesmere, si trova nel territorio del Canada di Nunavut, è la più settentrionale delle isole artiche canadesi. Copre un'area di 196 235 km², il che la rende la decima isola più grande del mondo e la terza maggiore del Canada. È la maggiore isola tra le isole Regina Elisabetta, arcipelago cui appartiene, e su gran parte del suo territorio si estende la catena montuosa della Cordigliera Artica.

## Storia
I primi abitanti dell'isola di Ellesmere erano piccoli gruppi di inuit che giungevano attratti dalle renne, dai buoi muschiati e dagli animali marini.
Conformemente alla loro cultura, gli inuit hanno utilizzato la penisola di Bache sia in estate che in inverno per la caccia, finché le condizioni ambientali ed ecologiche non li hanno obbligati ad abbandonare l'area. Questa fu l'ultima regione dell'Alto artico canadese ad essere depopolata durante la piccola era glaciale.
I vichinghi, in modo simile a quanto accadde per la Groenlandia, raggiunsero l'isola di Ellesmere, l'isola Skraeling e l'isola Ruin durante spedizioni di caccia e di commercio con i gruppi inuit.
Il primo europeo a vedere l'isola dopo la scoperta definitiva dell'America fu William Baffin, nel 1616. Il nome "isola o terra di Ellesmere" le fu dato dall'esploratore inglese Edward Inglefield, che nel 1852 effettuò una spedizione sull'isola, per ricordare il politico inglese Francis Egerton, I conte di Ellesmere. La spedizione statunitense condotta da Adolphus Greely nel 1881 attraversò l'isola da est a ovest, costruendo poi nel 1883 Fort Conger che fu per lungo tempo l'insediamento umano non stabile più a Nord del mondo prima del raggiungimento da parte di Amundsen del Polo Nord nel 1911, fu anche il luogo più a nord su cui sventolava la bandiera britannica.

## Geografia

### Aree protette
Più di un quinto dell'isola fa parte del Parco Nazionale di Quttinirpaaq (precedentemente chiamato Parco Nazionale dell'isola di Ellesmere), che include sette fiordi e una grande gamma di ghiacciai, come il lago Hazen, il più grande lago al mondo a nord del circolo polare artico. Il rilievo montuoso più alto dell'isola di Ellesmere è il monte Barbeau di 2.616 m, che è anche la più alta montagna del territorio di Nunavut, mentre la catena montuosa più a nord del mondo, la United States Range, si trova nel nord-est dell'isola.

### Paleontologia
Nel 2006, il paleontologo dell'Università di Chicago Neil H. Shubin ha reso pubblica la scoperta di un fossile di un pesce del Paleozoico, chiamato Tiktaalik roseae. Il fossile mostra molte caratteristiche dei pesci, ma indica anche una creatura transizionale che potrebbe essere il predecessore degli anfibi, dei rettili e dei dinosauri.

## Popolazione
Nel 2001 la popolazione di Ellesmere raggiunse il suo massimo, con 168 abitanti: sull'isola vi sono tre insediamenti (Alert, Eureka e Grise Fiord). Politicamente, l'isola fa parte della Regione di Qikiqtaaluk.
La stazione delle forze armate canadesi ad Alert è l'insediamento più settentrionale del mondo. Con la fine della guerra fredda e l'avvento delle nuove tecnologie che hanno permesso il trattamento a distanza dei dati, la popolazione che vi soggiorna d'inverno è stata ridotta a 50 unità.
Eureka, il secondo insediamento più a nord del mondo, consiste in tre aree: l'aeroporto, che include Fort Eureka (i quartieri per il personale militare che mantiene l'equipaggiamento per le comunicazioni con l'isola), la stazione meteorologica e il PEARL (Polar Environmental Atmospheric Research Laboratory), formalmente l'Osservatorio artico dell'ozono stratosferico.